# نمایاب سطح سینه‌ای

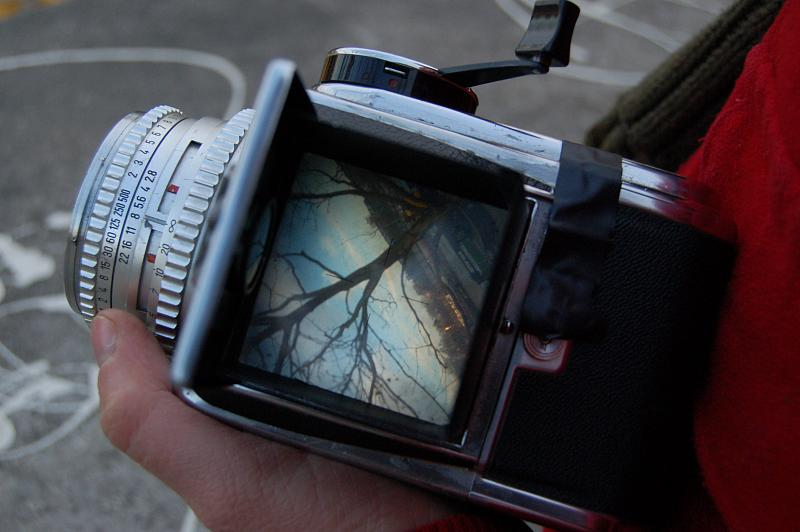
یک نمایاب سطح سینه‌ای هسلبلاد.

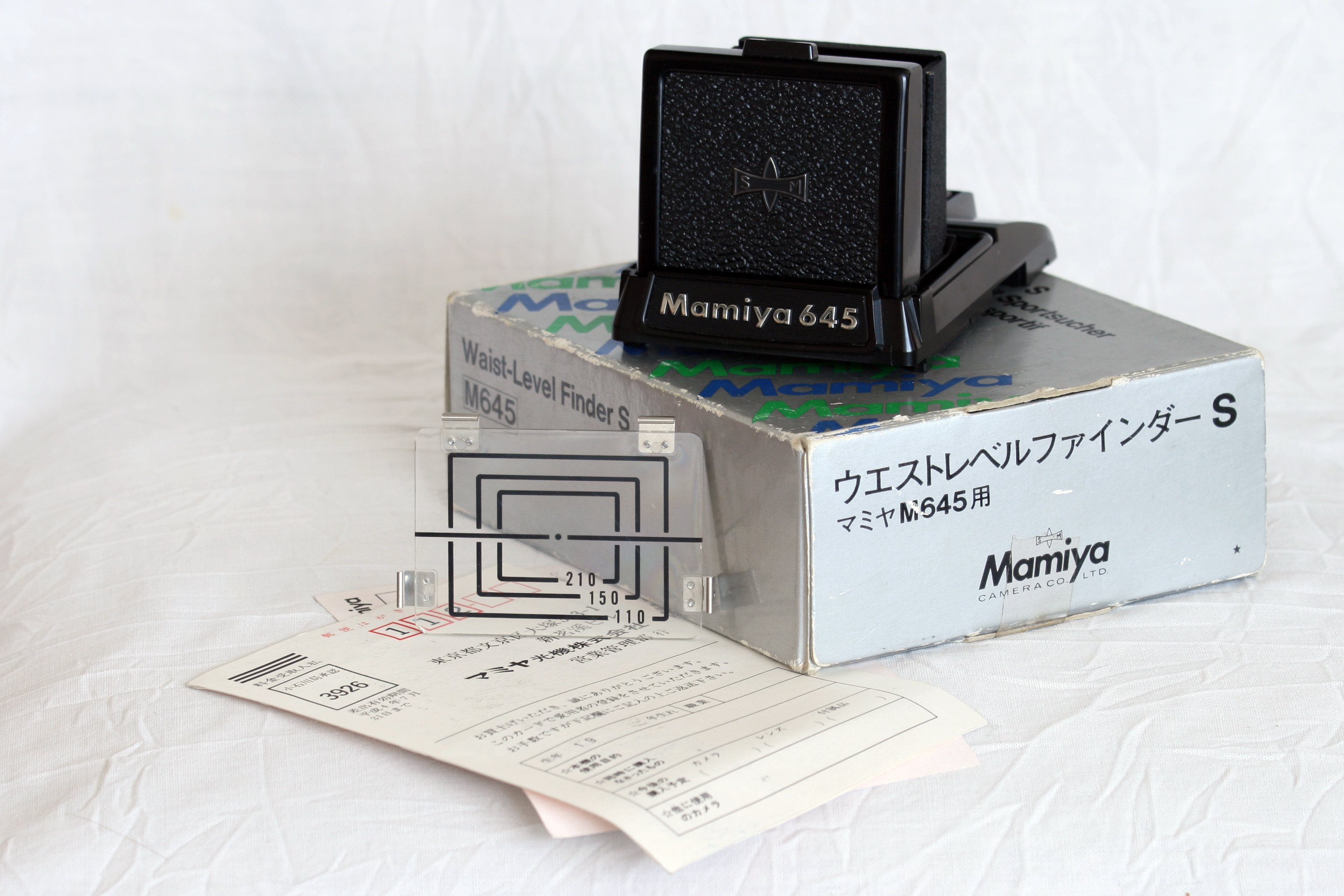
یک نمایاب سطح سینه‌ای مامیا ۶۴۵ با لوازم کادربندی دید مستقیم.

نمایاب سطح سینه‌ای، (به انگلیسی: Waist-level finder)  نوعی از نمایاب است که عکاس برای کادربندی، دوربین را هم سطح سینه نگه داشته و از پنجره بالایی آن سوژه را می‌بیند. 

## موارد استفاده
از این نوع نمایاب‌ها اکثراً در دوربین‌های دولنزی و دروبین‌های قطع متوسط استفاده شده است. البته در بعضی از دوربین‌های قدیمی قطع کوچک نیز از این سیستم نمایابی استفاده شده بود.
در دوربین‌های بارتابی، تصویر سوژه از لنز بالایی بر روی یک آیینه تابیده و از آنجا روی شیشه مات منعکس شده و قابل دیدن می‌شود. بدین سبب و بخاطر عدم وجود منشور پنج وجهی، عکاس برای دیده تصویر صحنه عکاسی باید دوربین را در سطح سینه قرار دهد. این تصویر معکوس طرفین است.